# Love, in Itself
«Love, in Itself» és un senzill de la banda britànica Depeche Mode llançat el 19 de setembre de 1983 que tancaba l'àlbum de la banda Construction Time Again.
El senzill contenia tres remescles més: una per l'àlbum, una versió extensa pel vinil de 12" i una altra versió d'estil lounge que inclou bàsicament un piano. La cara-B, "Fools", fou composta per Alan Wilder i també incloïa una remescla més extensa anomenada "Fools (Bigger)". El videoclip de "Love, in Itself" fou dirigit per Clive Richardson.

## Llista de cançons
7": Mute/7Bong4 (Regne Unit)
1. "Love, in Itself.2" – 4:00
2. "Fools" – 4:14

12": Mute/12Bong4 (Regne Unit)
1. "Love, in Itself.3" – 7:15
2. "Fools (Bigger)" – 7:39
3. "Love, in Itself.4" – 4:38

L12": Mute/L12Bong4 (Regne Unit)
1. "Love In Itself.2" – 4:00
2. "Just Can't Get Enough" (Directe) – 5:35
3. "A Photograph of You" (Directe) – 3:21
4. "Shout!" (Directe) – 4:39
5. "Photographic" (Directe) – 3:56

CD: Mute/CDBong4 (Regne Unit, 1991), Sire / Reprise 40297-2 (Estats Units, 1991) i Reprise CD BONG 4 / R2 78890C (Estats Units, 2004)
1. "Love, in Itself.2" – 4:00
2. "Fools" – 4:14
3. "Love, in Itself.3" – 7:15
4. "Fools (Bigger)" – 7:39
5. "Love, in Itself.4" – 4:38

- "A Photograph of You" fou composta per Martin Gore, "Fools" per Alan Wilder, i "Just Can't Get Enough", "Photographic" i "Shout!" per Vince Clarke.
- Les cançons en directe foren enregistrades el 25 d'octubre de 1982 a Hammersmith Odeon de Londres.